# Tartessops bispinus
Tartessops bispinus är en insektsart som beskrevs av Evans 1981. Tartessops bispinus ingår i släktet Tartessops och familjen dvärgstritar. Inga underarter finns listade i Catalogue of Life.